# Sir Vivian Richards Stadium
Sir Vivian Richards Stadium är en arena belägen på ön Antigua i Antigua och Barbuda. Arenan byggdes inför Världsmästerskapet i cricket för herrar 2007 och invigdes 2006. Arenan har en kapacitet för 10 000 åskådare och är spelplats för Antigua och Barbudas herrlandslag i fotboll och Antigua och Barbudas herrlandslag i cricket.